# 톰스크
톰스크(러시아어: Томск, 문화어: 똠스크)는 러시아 톰스크주의 주도이고, 인구는 55만 6478명(2021년)이다.
1604년에 설립된 톰스크는 시베리아에서 가장 오래된 도시중 하나다. 이 도시는 시베리아에서 가장 오래된 톰스크 주립대학을 포함해 10만명 이상의 학생들이 재학중인 6개의 주립 대학이 있는 톰스크주의 경제적, 과학적 중심지이다.

## 역사
톰스크는 1604년, 타타르의 유스타 공작이 차르에게 보호를 요청하자 차르 보리스 고두노프의 칙령에 의해 설립되었다. 차르는 바실리 티르코프와 가브릴 피셈스키를 지휘관으로 둔 200명의 카자크들에게 현 톰스크시를 내려다보는 위치에 톰스크강 유역 요새 건설을 명령했다. 타타르 공작은 차르에게 요새의 부지를 할양하였다.
1804년, 러시아 제국 정부는 톰스크를 현대의 노보시비르스크, 케메로보, 크라스노야르스크와 카자흐스탄 동부의 영토를 포함하는 톰스크현의 주도로 선택했다. 이는 도시가 급격하게 발전하는 계기가 되었다.
1830년에 발견된 금 또한 19세기 당시 톰스크시의 성장을 가속시켰다. 하지만 1890년대에 시베리아 횡단열차가 톰스크가 아닌 노보시비르스크를 지나가게 되면서 사람들이 철도와 더욱 가까운 남쪽으로 이동하자 시간이 지나면서 노보시비르스크의 중요도가 톰스크를 능가하게 된다.
1880년대 중반, 도시 주민의 20%가 유배된 이들이었다. 하지만 몇년이 지나지 않아 1880년 톰스크 주립대학이 설립되고 1896년, 톰스크 공예 대학교가 설립되면서 톰스크는 시베리아의 교육 중심지로 거듭난다. 2차 세계 대전이 발발했을때는 도시 주민의 12분의 1이 학생으로 이루어져 시베리아의 아테네라는 별명을 얻게된다.
1917년의 10월 혁명 이후 이 도시는 아나톨리 페펠라예프와 마리아 보치카레바가 주도한 백군 운동의 거점지가 된다. 1920년대 적군의 승리 이후 소비에트 연방은 톰스크를 자파드노시비리 지방에 편입시켰다가 추후 노보시비르스크주에 편입시킨다.
다른 시베리아의 도시들과 같이 톰스크는 1941년에 전투지역으로부터 이전한 공장들의 새로운 거점지가 되었다. 이로 인한 도시의 성장은 톰스크가 행정수도로 기능하는 톰스크주의 설립으로 이어졌다.
냉전 당시 톰스크는 외부인과, 특히 외국인들이 들어올수 없는 수많은 폐쇄도시들 중 하나로 지정되었다. 1949년에 톰스크 북서쪽으로 15km 지점에 추후 소비에트 연방 최초의 대규모 산업용 원자력 발전소인 톰스크 원자력 발전소가 들어선 톰스크-7(Томск-7)이라는 (현세베르스크) 비밀도시가 설립되자 도시의 폐쇄성은 더욱 증가했다. 톰스크-7은 1956년 1992년 세베르스크로 이름이 바뀐다.

## 인구
| 연도                | 인구    | ±%     |
| ------------------- | ------- | ------ |
| 1897                | 52,221  | —      |
| 1926                | 92,274  | +76.7% |
| 1939                | 145,060 | +57.2% |
| 1959                | 248,823 | +71.5% |
| 1970                | 338,389 | +36.0% |
| 1979                | 420,730 | +24.3% |
| 1989                | 501,963 | +19.3% |
| 2002                | 487,838 | −2.8%  |
| 2010                | 524,669 | +7.5%  |
| 2021                | 556,478 | +6.1%  |
| Source: Census data |         |        |

## 지리·기후
톰 강에 면해있고, 오비 강에 합류하는 지점으로부터 60km지점에 위치해 있다. 모스크바에서 3,500km 떨어져 있다. 톰스크 북쪽으로 12km지점에 소련 시절에 톰스크-7(Томск-7)이라고 불렸던 세베르스크가 위치해 있다. 면적은 294,6km2이다.
- 북위　56.50о
- 동경　84.97о

- 1월의 평균 기온 －19도 ~ -21도
- 7월의 평균 기온 +17도 ~ +18도
- 평균 기온 －1.3도
- 강수량 435mm

1969년 1월에 최저 기온 -55도를 기록했다.
| Tomsk의 기후                  | Tomsk의 기후 | Tomsk의 기후  | Tomsk의 기후  | Tomsk의 기후  | Tomsk의 기후 | Tomsk의 기후 | Tomsk의 기후 | Tomsk의 기후 | Tomsk의 기후 | Tomsk의 기후  | Tomsk의 기후  | Tomsk의 기후 | Tomsk의 기후 |
| 월                            | 1월          | 2월           | 3월           | 4월           | 5월          | 6월          | 7월          | 8월          | 9월          | 10월          | 11월          | 12월         | 연간         |
| ----------------------------- | ------------ | ------------- | ------------- | ------------- | ------------ | ------------ | ------------ | ------------ | ------------ | ------------- | ------------- | ------------ | ------------ |
| 역대 최고 기온 °C (°F)        | 3.7 (38.7)   | 7.1 (44.8)    | 17.7 (63.9)   | 26.5 (79.7)   | 34.4 (93.9)  | 34.7 (94.5)  | 35.1 (95.2)  | 33.8 (92.8)  | 31.7 (89.1)  | 25.1 (77.2)   | 11.6 (52.9)   | 6.5 (43.7)   | 35.1 (95.2)  |
| 일평균 최고 기온 °C (°F)      | −13 (9)      | −9.6 (14.7)   | −1.1 (30.0)   | 7.0 (44.6)    | 17.5 (63.5)  | 22.3 (72.1)  | 24.8 (76.6)  | 21.7 (71.1)  | 14.4 (57.9)  | 6.0 (42.8)    | −4.7 (23.5)   | −11.1 (12.0) | 6.2 (43.2)   |
| 일일 평균 기온 °C (°F)        | −17.1 (1.2)  | −14.7 (5.5)   | −7 (19)       | 1.3 (34.3)    | 10.4 (50.7)  | 15.9 (60.6)  | 18.7 (65.7)  | 15.7 (60.3)  | 9.0 (48.2)   | 1.7 (35.1)    | −8.3 (17.1)   | −15.1 (4.8)  | 0.9 (33.6)   |
| 일평균 최저 기온 °C (°F)      | −20.9 (−5.6) | −18.9 (−2.0)  | −12 (10)      | −3.3 (26.1)   | 4.7 (40.5)   | 10.5 (50.9)  | 13.7 (56.7)  | 11.0 (51.8)  | 5.1 (41.2)   | −1.4 (29.5)   | −11.4 (11.5)  | −18.9 (−2.0) | −3.5 (25.7)  |
| 역대 최저 기온 °C (°F)        | −55 (−67)    | −51.3 (−60.3) | −42.4 (−44.3) | −31.1 (−24.0) | −17.5 (0.5)  | −3.5 (25.7)  | 1.5 (34.7)   | −1.6 (29.1)  | −8.1 (17.4)  | −29.1 (−20.4) | −48.3 (−54.9) | −50 (−58)    | −55 (−67)    |
| 평균 강수량 mm (인치)         | 35 (1.4)     | 24 (0.9)      | 25 (1.0)      | 33 (1.3)      | 41 (1.6)     | 60 (2.4)     | 75 (3.0)     | 67 (2.6)     | 50 (2.0)     | 56 (2.2)      | 52 (2.0)      | 49 (1.9)     | 567 (22.3)   |
| 평균 강우일수                 | 0.3          | 0.3           | 2             | 12            | 16           | 17           | 17           | 17           | 19           | 15            | 5             | 1            | 122          |
| 평균 강설일수                 | 23           | 21            | 17            | 13            | 4            | 0.3          | 0            | 0            | 2            | 14            | 22            | 26           | 142          |
| 평균 상대 습도 (%)            | 81           | 78            | 72            | 65            | 61           | 70           | 76           | 79           | 79           | 80            | 83            | 82           | 76           |
| 평균 월간 일조시간            | 57           | 104           | 169           | 224           | 258          | 314          | 316          | 253          | 171          | 86            | 51            | 41           | 2,044        |
| 출처 1: Pogoda.ru.net         |              |               |               |               |              |              |              |              |              |               |               |              |              |
| 출처 2: NOAA (sun, 1961–1990) |              |               |               |               |              |              |              |              |              |               |               |              |              |

## 행정 구역
톰스크는 키롭스키 구(Кировский), 소베츠키 구(Советский), 레닌스키 구(Ленинский), 옥탸브리스키 구(Октябрьский)의 4개 구로 구성되어 있다.

## 정치
톰스크는 33명의 시두마를 두고 있다. 현재 시장은 이반 클리아인으로, 통일 러시아당 소속이다.

## 교육
톰스크는 유명한 대학교가 여러 곳 위치해 있다.
- 톰스크 국립 대학교는 시베리아에 세워진 최초의 대학교이다(1878년에 창립되었다가, 1888년에 개관했다.).
- 톰스크 공과대학교는 1900년에 시베리아에 세워진 최초의 기술대학교이다.
- 시베리아 국립 의학대학교는 러시아에서 가장 오래된 대학교 가운데 하나이다.
- 톰스크 주립 교육대학교

## 교통
톰 강에 면해있는 항구가 있다. 시베리아 철도의 지선의 역이 있다. 20km거리에 보가쇼보 공항이 있다.

## 자매 도시
- 미국 먼로 (1995)
- 조지아 트빌리시 (2002)
- 대한민국 울산 (2003)
- 러시아 노보로시스크 (2008)
- 러시아 스몰렌스크 (2009)